# 中华花荵
中华花荵（学名：Polemonium caeruleum var. chinense）为花荵科花荵属下的一个变种。